# Film televisivi de Le avventure del giovane Indiana Jones
Dopo la cancellazione della serie televisiva Le avventure del giovane Indiana Jones, quattro film per la televisione furono trasmessi su The Family Channel dal 1994 al 1996. I film sono inediti in italiano nella loro forma originaria: solo i primi tre furono distribuiti direttamente in VHS nella loro forma rielaborata del 1999.
| nº | Titolo                                                    | Prima TV USA    |
| -- | --------------------------------------------------------- | --------------- |
| 1  | Young Indiana Jones and the Hollywood Follies             | 15 ottobre 1994 |
| 2  | Young Indiana Jones and the Treasure of the Peacock's Eye | 15 gennaio 1995 |
| 3  | Young Indiana Jones and the Attack of the Hawkmen         | 8 ottobre 1995  |
| 4  | Young Indiana Jones: Travels with Father                  | 16 giugno 1996  |

## Young Indiana Jones and the Hollywood Follies
- Diretto da: Michael Schultz
- Scritto da: Jonathan Hales e Matthew Jacobs

### Trama
Durante la sua pausa estiva dal college, Indiana Jones si avventura a Hollywood dove lavora alla produzione di un film di Erich von Stroheim e poi come stuntman in uno dei primi western di John Ford.

## Young Indiana Jones and the Treasure of the Peacock's Eye
- Diretto da: Carl Schultz
- Scritto da: Jule Selbo

### Trama
La prima guerra mondiale finalmente ha termine e Indy e Remy tornano a Londra. Immediatamente partono per l'Egitto per cercare il leggendario diamante Occhio di Pavone.
- Altri interpreti: Tom Courtenay (Bronislaw Malinowski)

## Young Indiana Jones and the Attack of the Hawkmen
- Diretto da: Ben Burtt
- Scritto da: Matthew Jacobs, Rosemary Anne Sisson e Ben Burtt

### Trama
Indy diventa un fotografo aereo alla Lafayette Escadrille ma viene catturato dal Barone Rosso. Viene quindi inviato in Germania in una missione di spionaggio per cercare di convincere Anthony Fokker a disertare il lato francese della guerra.

## Young Indiana Jones: Travels with Father
- Diretto da: Michael Schultz e Deepa Mehta
- Scritto da: Frank Darabont, Matthew Jacobs e Jonathan Hales

### Trama
Il viaggio attorno al mondo intrapreso dal piccolo Indy porta lui e la sua famiglia in Russia. Dopo essere stato messo in punizione da suo padre a causa della sua goffaggine, Indy fugge nella campagna russa. Incontra un vecchio strano e irascibile di nome Lev Tolstoj, anch'egli in fuga dalla sua famiglia e in cerca di una vita più semplice. I due attraversano la campagna, incontrano pittoreschi zingari ed evitano le feroci truppe imperiali cosacche, finché le difficoltà del viaggio non fanno venire a Indy nostalgia di casa.
La destinazione successiva di Indy è la Grecia, dove sua madre Anna si rende conto che padre e figlio hanno bisogno di trascorrere più tempo insieme. I due litigano mentre esplorano i siti dell'antica Grecia, ma Henry riesce finalmente a superare l'impudenza e la testardaggine di Indy quando l'argomento si sposta sulla filosofia e gli insegnamenti di Aristotele. Una serie di disavventure li porta a un monastero isolato arroccato sulla cima di una montagna. Mentre studia in biblioteca, Indy incontra Nikos Kazantzakis. Le lezioni sulla causalità tornano utili quando rimangono bloccati in una minuscola gabbia appesa a una montagna.
- Altri interpreti: Michael Gough (Lev Tolstoj)